# Union citoyenne du Québec
L'Union citoyenne du Québec (UCQ) est un parti politique progressiste et fédéraliste du Québec. Il a été reconnu par le Directeur général des élections du Québec le 13 juillet 2012. Ce nouveau parti vise à combler le manque de choix électoral pour les fédéralistes progressistes au Québec.
Il participe pour la première fois à une élection lors de l'élection générale québécoise de 2012.

## Histoire
Le projet de l'Union citoyenne du Québec nait à l'automne 2011. Une dizaine de personnes se réunit alors autour d'Alexis St-Gelais, président démissionnaire de l'association libérale de Jonquière, dans l'idée de lancer une alternative pour les électeurs fédéralistes et progressistes. Le groupe refuse toutefois de s'affilier au Nouveau Parti démocratique du Canada.
Le nom du parti est réservé le 14 décembre 2011, mais ce n'est qu'en février 2012 que celui-ci se lance dans les médias sociaux. La construction du parti s'est d'ailleurs essentiellement déroulée par l'entremise de ces mêmes médias.
Le parti est officiellement reconnu par le Directeur général des élections du Québec le 13 juillet 2012.
Le 4 août 2012, l'Union citoyenne publie son programme électoral et son slogan, Enfin!, pour l'élection générale québécoise de 2012.

## Idéologie
L'UCQ est un parti politique qui vise à offrir une alternative aux électeurs fédéralistes. Il vise à revoir l'exploitation des ressources naturelles du Québec pour que l'État en tire plus d'avantages. Le parti propose aussi à regrouper les commissions scolaires sur la base d'une région afin d'en diminuer le nombre et les coûts.

## Fonctionnement
Étant un nouveau parti, l'UCQ fonctionne beaucoup par le biais des réseaux sociaux, à la fois pour s'organiser et à la fois pour rejoindre des électeurs.
Le parti a environ 200 membres.

## Participations aux élections
L'UCQ a participé pour la première fois aux élections lors de l'élection de 2012. Elle a présenté une vingtaine de candidats.

## Résultats électoraux
| Élection       | Sièges                                   | Sièges         | Voix   | Voix        |
| Élection       | Candidats / Circonscriptions en élection | Sièges obtenus | Nombre | Pourcentage |
| -------------- | ---------------------------------------- | -------------- | ------ | ----------- |
| Septembre 2012 | 20 / 125                                 | 0              | 2 089  | 0,05 %      |